# Rolighed (Skodsborg)
 For alternative betydninger, se Rolighed. (Se også artikler, som begynder med Rolighed)
Rolighed er et tidligere landsted beliggende Skodsborg Strandvej 301-303 mellem Skodsborg og Vedbæk.
Roligheds historie går flere hundrede år tilbage. Grunden blev i 1780 købt af norsk statsmand, Carsten Tank Anker. Anker-familien havde tætte relationer til general Arthur Wellesley (senere hertugen af Wellington) –  et venskab der skulle komme dem til gode i 1807, da englænderne kom og besatte mange af de store landsteder på kysten. Wellesley beskyttede Rolighed og hans portræt hænger der stadig den dag i dag. 
I 1813 solgte Carsten Tank Anker Rolighed til kaptajn John Christmas, en engelsk grosserer fra det københavnske borgerskab. Efter Christmas' død i 1822 blev stedet overtaget af svigersønnen, William Frederik Duntzfelt, en dansk handelsmand og politiker. I 1825 blev der opført bygninger ved arkitekten Jørgen Hansen Koch. Duntzfelt solgte stedet videre i 1841 til Peter Browne, en britisk diplomat. Da Browne tog tilbage til England solgte han det til den københavnske handelsmand, L.J.T. Grøn, og Rolighed blev landsted for den rige handelsslægt Grøn. 1866-67 opførte H.S. Sibbern en gæstebolig på stedet.
Grøn og hans kone boede i Rolighed i mange år, indtil stedet blev overtaget af sønnen, stiftamtmand og kammerherre, R. Howard Grøn.
I 1927-30 blev der tilføjet en ny og meget større bygning i Bedre Byggeskik ved Viborg-arkitekten Søren Vig-Nielsen. Bygningen er hvidpudset og krones af et tårn, og vinduerne har skodder. Årsagen til, at Vig-Nielsen og ikke en københavnsk arkitekt fik opgaven var, at ejer R. Howard Grøn var den tidligere stiftamtmand i Viborg Stift.
Senere blev ejendommen købt af Fonden af 28. maj 1948, der bl.a. har til formål at støtte Det Konservative Folkeparti. I årene 1959-61 lod fonden anlægget ombygge og udvide til kursusejendom for partiet ved arkitekt Ole Hagen.
I sommeren 2010 solgte fonden ejendommen til A.P. Møller-Mærsk for omkring 30 mio. kr. eller et højere beløb.
Bygningerne er ikke fredet, men har høj bevaringsværdi.

## Galleri
- Villa Rolighed malet af Adolph Larsen i 1902
- Rolighed - malet af Elias Meyer i ca. 1805